# Cynorta sturmi
Cynorta sturmi is een hooiwagen uit de familie Cosmetidae.